# 23 august
ianuarie • februarie • martie  • aprilie  • mai  • iunie  • iulie  • august  • septembrie  • octombrie  • noiembrie  • decembrie
23 august este a 235-a zi a calendarului gregorian și a 236-a zi în anii bisecți. Mai sunt 130 de zile până la sfârșitul anului.

## Evenimente

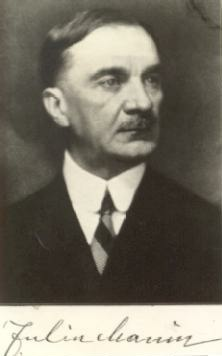
1944: Iuliu Maniu, liderul Partidului Național Țărănesc, a purtat negocieri pentru ieșirea României din război și a colaborat cu regele pentru răsturnarea dictaturii antonesciene.

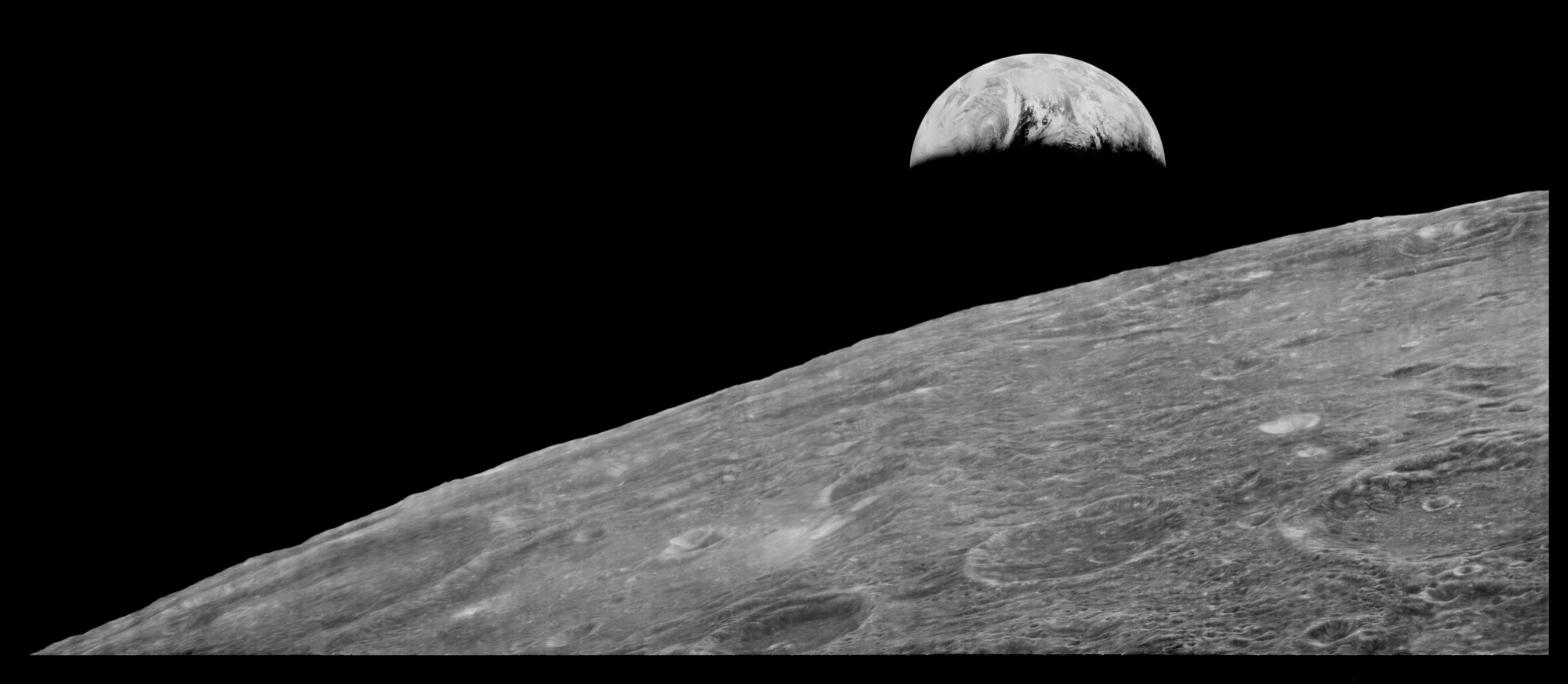
1966: Lunar Orbiter 1 face prima fotografie a Pământului de pe orbita în jurul Lunii. Imagine reprocesată în 2008 după fotografia originală

- 1244: Mercenarii musulmani ocupă Ierusalimul, care a fost definitiv pierdut de creștini.
- 1328: Regele Filip al VI-lea al Franței este încoronat.
- 1382: Asediul Moscovei: Hoarda de Aur condusă de Tokhtamysh asediază capitala Marelui Ducat al Moscovei.
- 1514: Bătălia de la Chaldiran se încheie cu o victorie decisivă a sultanului Selim I al Imperiului Otoman, asupra șahului Ismail I, fondatorul dinastiei Safavid.[1]
- 1521: Christian al II-lea al Danemarcei este detronat din funcția de rege al Suediei, iar Gustav Vasa este ales regent.
- 1572: Războaiele religioase din Franța: Violența mulțimii împotriva a mii de hughenoți din Paris duce la masacrul din noaptea Sfântului Bartolomeu.
- 1595: Mihai Viteazul înfruntă armata otomană în Bătălia de la Călugăreni și obține o victorie tactică.
- 1703: Sultanul Mustafa al II-lea al Imperiului Otoman este detronat.
- 1799: Napoleon I al Franței părăsește Egiptul pentru a ajunge în Franța, în drum spre preluarea puterii.
- 1821: Mexic își câștigă independența față de Spania.
- 1833: Sclavia este abolită în coloniile britanice.
- 1839: Hong-Kong-ul a fost anexat la Marea Britanie (până la 1 iulie 1997).
- 1866: Războiul austro-prusac se încheie prin Tratatul de la Praga.
- 1881: Prin Decretul nr. 2134, regele Carol I autorizează funcționarea în urbea Brăila a Muzeului științific (în prezent „Muzeul Brăilei”) și a bibliotecii publice, fondate din inițiativă privată.
- 1914: Japonia declară război Germaniei și bombardează Qingdao, China.
- 1921: Faisal I este încoronat rege al Iraqului.
- 1927: La Boston au fost executați anarhiștii italieni Sacco și Vanzetti, în ciuda protestelor internaționale.
- 1939: Germania Nazistă și Uniunea Sovietică au semnat, la Moscova, Pactul Ribbentrop-Molotov, al cărui protocol adițional secret stipula împărțirea Europei de Est și Centrale între cele două puteri și a stat la baza declanșării celui de-Al Doilea Război Mondial.
- 1942: Al Doilea Război Mondial: Începutul Bătăliei de la Stalingrad.
- 1943: Ia sfârșit Bătălia de la Kursk, cea mai mare bătălie de blindate din toate timpurile.
- 1944: Al Doilea Război Mondial: România a ieșit din alianța cu Puterile Axei, trecând de partea aliaților. Mareșalul Ion Antonescu, conducător al statului, a fost arestat în urma loviturii de stat organizate de regele Mihai I și s-a format un guvern condus de Constantin Sănătescu.
- 1944: Al Doilea Război Mondial: Marsilia este eliberată de aliați.
- 1956: Înființarea Bibliotecii Centrale de Stat din București.
- 1961: Postul de televiziune TVR 1, își schimbă logo-ul
- 1966: Lunar Orbiter 1 face prima fotografie a Pământului de pe orbita în jurul Lunii.
- 1973: Ilie Năstase devine lider mondial al clasamentului ATP, poziție păstrată timp de 40 săptămâni.
- 1973: Jaful unei bănci din Stockholm, Suedia, se transformă într-o criză de ostatici; în următoarele cinci zile, ostaticii încep să simpatizeze cu răpitorii lor, ducând la termenul de „sindromul Stockholm”.
- 1983: Are loc prima trasmisie color a Televiziunii Române cu ocazia festivităților prilejuite de Ziua Națională (1948-1989).
- 1989: Aproximativ două milioane de oameni au demonstrat în Țările Baltice în favoarea independenței față de URSS dându-și mâinile și formând un lanț uman de 600 km de la Vilnius la Tallinn.
- 1990: Proclamarea independenței Armeniei față de Uniunea Sovietică.
- 1991: Tim Berners-Lee, cunoscut și ca TimBL, deschide World Wide Web pentru utilizatori.
- 2007: Rămășițele ultimilor membri ai familiei regale ai Rusiei, Alexei Nikolaevici, țareviciul Rusiei, și sora sa, Marea Ducesă Anastasia, sunt descoperite în apropiere de Ekaterinburg, Rusia.
- 2011: Liderul libian Muammar Gaddafi este răsturnat după ce forțele Consiliului Național de Tranziție preiau controlul asupra complexului Bab al-Azizia în timpul Războiului civil libian.
- 2023: Misiunea Chandrayaan-3 a inițiat prima aterizare pe Lună din istoria Indiei.[2]
- 2023: Un avion care transporta membri cheie ai conducerii companiei militare private ruse Grupul Wagner se prăbușește, omorând toate cele zece persoane aflate la bord.[3]

## Nașteri
- 1740: Ivan al VI-lea al Rusiei (d. 1764)
- 1754: Regele Ludovic al XVI-lea al Franței (d. 1792)
- 1769: Georges Cuvier, naturalist francez (d. 1832)
- 1836: Marie Henriette de Austria, soția regelui Leopold al II-lea al Belgiei (d. 1902)
- 1842: Osborne Reynolds, om de știință britanic, membru al Royal Society (d. 1912)
- 1853: João Marques de Oliveira, pictor portughez (d. 1927)
- 1863: Marele Duce George Mihailovici al Rusiei (d. 1919)
- 1891: Wilhelm Friedrich, Duce de Schleswig-Holstein (d. 1965)
- 1906: Alexandru Roșca, psiholog român, membru al Academiei Române (d. 1996)

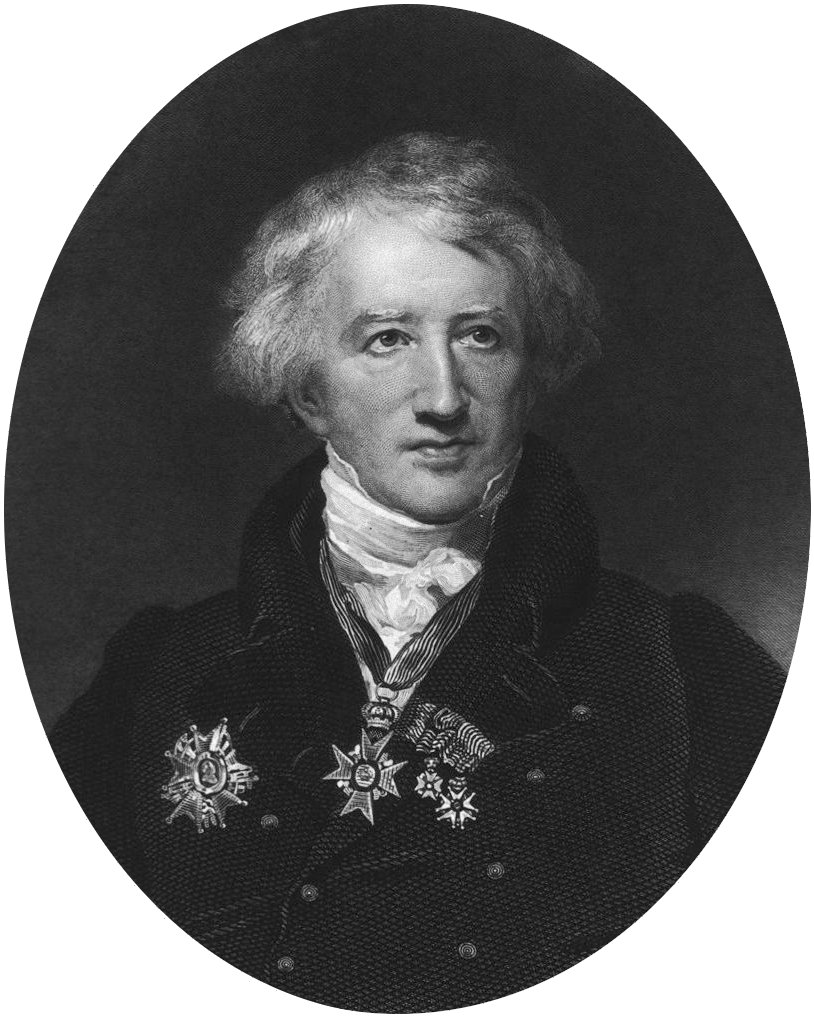
Georges Cuvier, naturalist francez
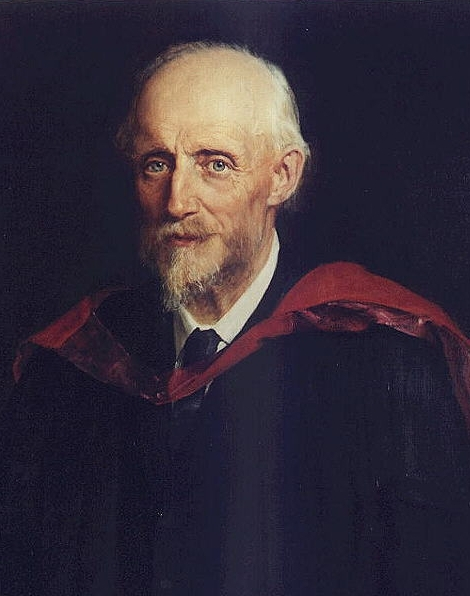
Osborne Reynolds, om de știință britanic, membru al Royal Society
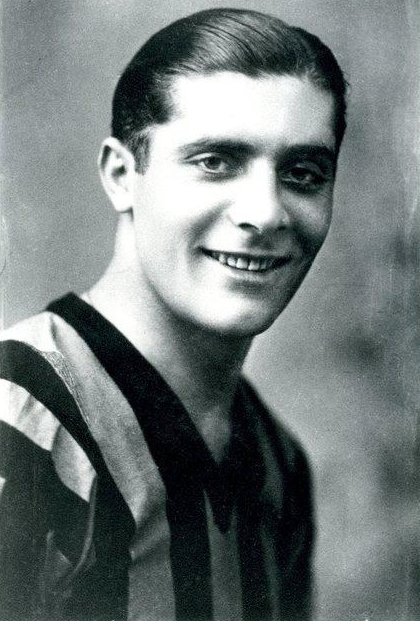
Giuseppe Meazza, fotbalist italian

- 1908: Arthur Adamov, dramaturg francez (d. 1970)
- 1909: Ichirō Saitō, compozitor japonez de muzică de film (d. 1979)
- 1910: Giuseppe Meazza, fotbalist italian (d. 1979)
- 1912: Gene Kelly, actor și dansator american (d. 1996)
- 1921: Kenneth Arrow, economist american, laureat al Premiului Nobel (d. 2017)
- 1923: Zofia Posmysz, scriitoare și scenaristă poloneză (d. 2022)
- 1924: Paul Everac, dramaturg român (d. 2011)
- 1927: Radion Cucereanu, autor de manuale și scriitor basarabean (d. 2018)
- 1929: Zoltán Czibor, fotbalist maghiar (d. 1997)
- 1930: Vera Miles, actriță americană
- 1930: Michel Rocard, politician francez, prim-ministru al Franței (d. 2016)
- 1931: Hamilton O. Smith, biolog american, laureat Nobel
- 1933: Robert Curl, chimist american, laureat Nobel (d. 2022)
- 1940: Zoe Petre, istoric, publicist și om politic român (d. 2017)
- 1944: Augustin Deleanu, fotbalist român (d. 2014)
- 1948: Andrei Pleșu, filosof, scriitor și eseist român
- 1950: Luigi Delneri, jucător și antrenor italian de fotbal
- 1951: Ahmat Kadîrov, politician cecen, primul președinte al Republicii Cecene (d. 2004)
- 1952: Santillana, fotbalist spaniol
- 1960: Ștefan Iovan, fotbalist și antrenor român de fotbal
- 1961: Alexandre Desplat, compozitor francez de muzică de film
- 1963: Park Chan-wook, regizor, scenarist, producător și fost critic de film sud-coreean
- 1968: Hajime Moriyasu, fotbalist japonez
- 1970: River Phoenix (n. River Jude Bottom), actor, muzician și activist american (d. 1993)
- 1973: Juan Manuel Márquez, boxer mexican

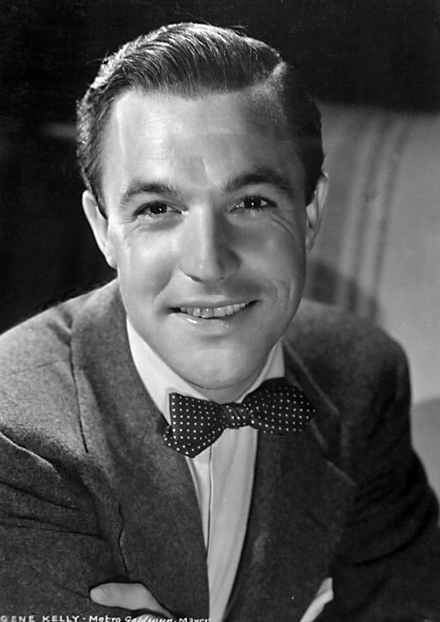
Gene Kelly, actor și dansator american
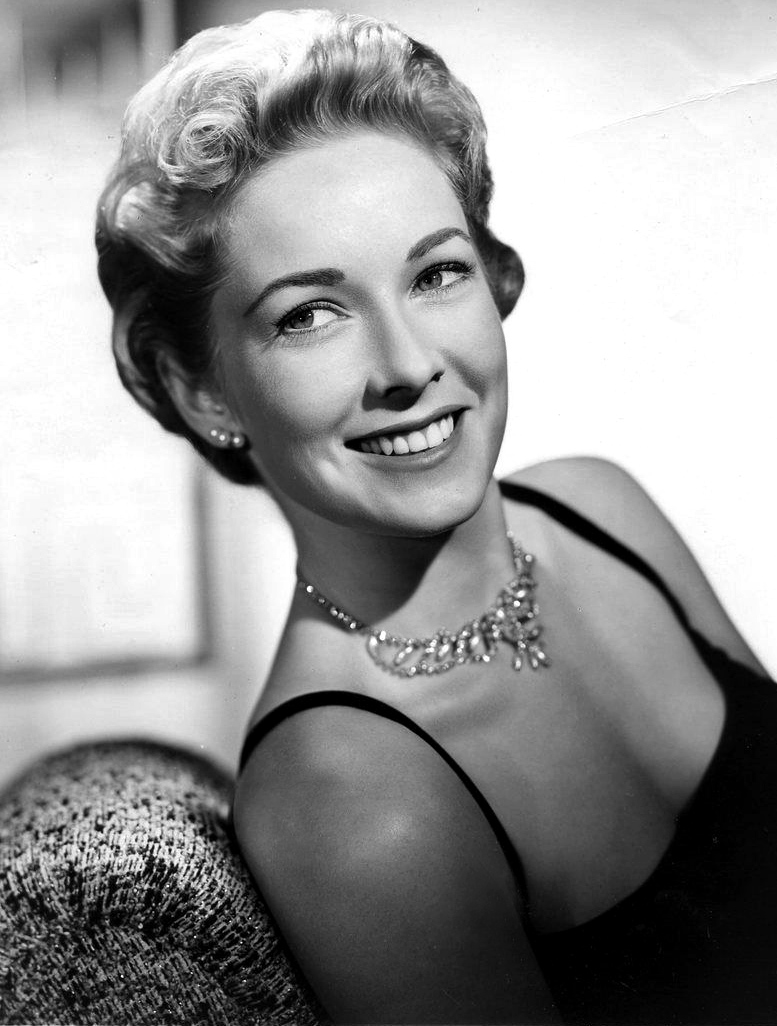
Vera Miles, actriță americană
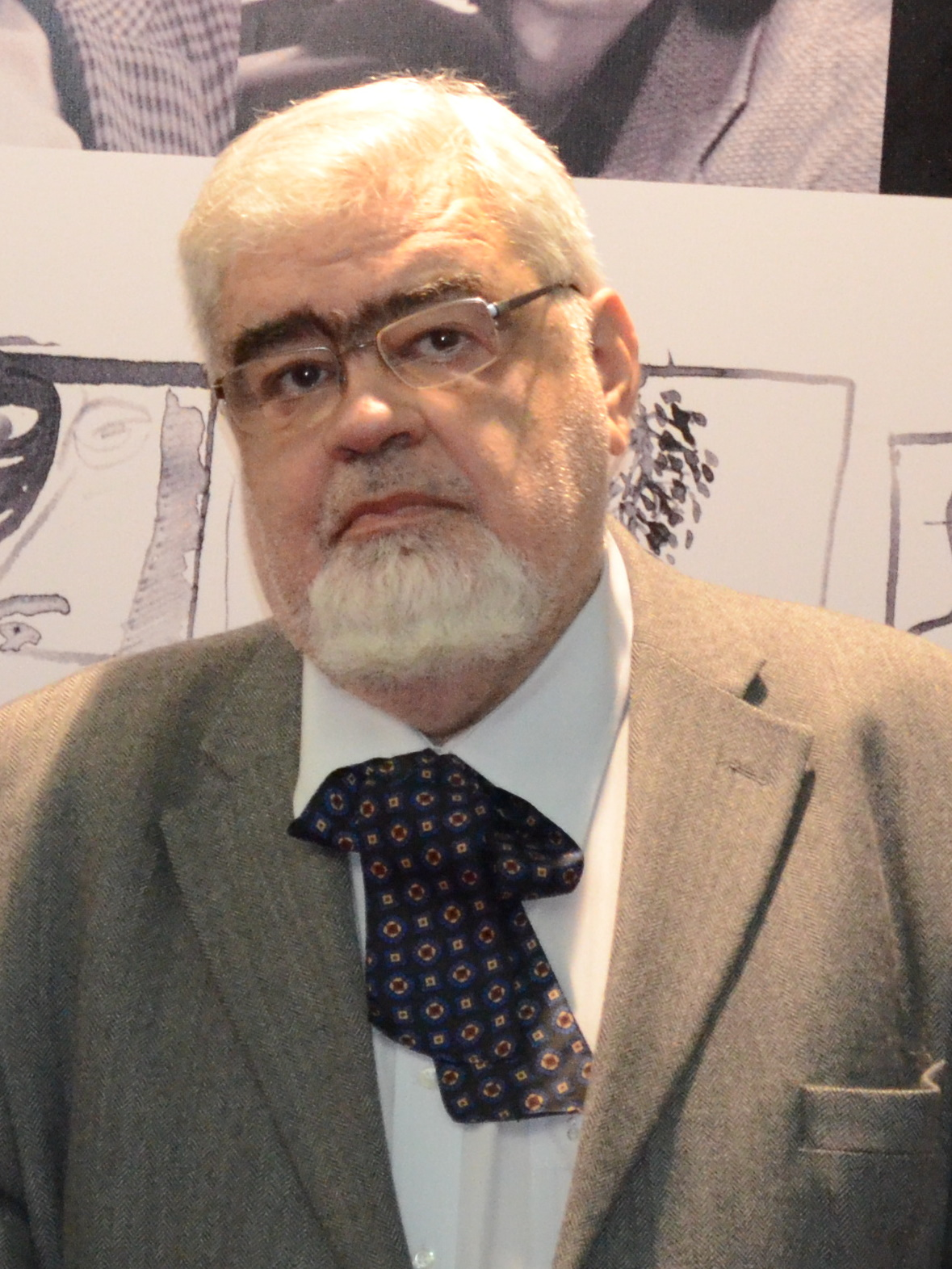
Andrei Pleșu, scriitor și eseist român

- 1974: Konstantin Novosiolov, fizician britanic de origine rusă, laureat Nobel
- 1974: Ovidiu Cernăuțeanu, cântăreț și compozitor român
- 1976: Fuego, interpret român de muzică ușoară
- 1978: Kobe Bryant, baschetbalist american (d. 2020)
- 1978: Romik Khachatryan, fotbalist armean
- 1978: Ghenadie Olexici, fotbalist din Republica Moldova
- 1981: Carlos Cuéllar, fotbalist spaniol
- 1982: Cristian Tudor, fotbalist român (d. 2012)
- 1983: Bogdan Straton, fotbalist român
- 1984: Glen Johnson, fotbalist englez
- 1986: Andra, cântăreață română
- 1990: Ali Pakdaman, scrimer iranian
- 1995: Brooke Andersen, atletă americană
- 1995: Răzvan Grădinaru, fotbalist român

## Decese
- 1305: William Wallace, cavaler și erou național scoțian (n. 1272/73)
- 1387: Olaf al II-lea al Danemarcei (n. 1370)
- 1478: Iolanda de Valois, ducesă de Savoia (n. 1434)
- 1498: Isabella, Prințesă de Asturia, regină consort a Portugaliei (n. 1470)
- 1628: George Villiers, Duce de Buckingham, om de stat englez (n. 1592)
- 1752: Grigore al II-lea Ghica, domn al Țării Moldovei (1726–1748) și al Țării Românești (1733–1735 și 1748–1752)
- 1806: Charles Augustin de Coulomb, fizician francez (n. 1736)
- 1865: Ferdinand Georg Waldmüller, pictor austriac  (n. 1793)
- 1892: Deodoro da Fonseca, mareșal, om politic brazilian, primul președinte al Braziliei (n. 1827)

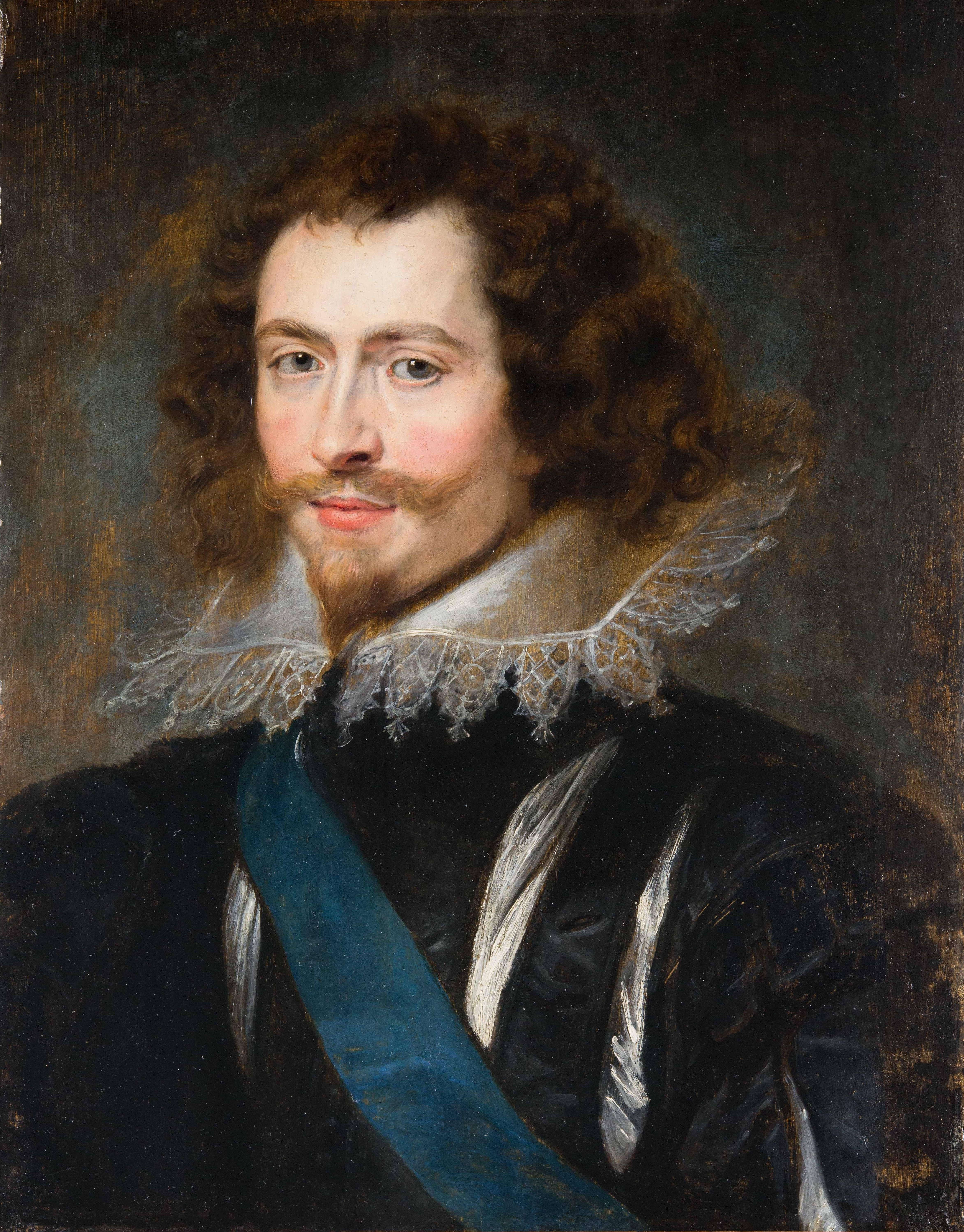
Ducele de Buckingham
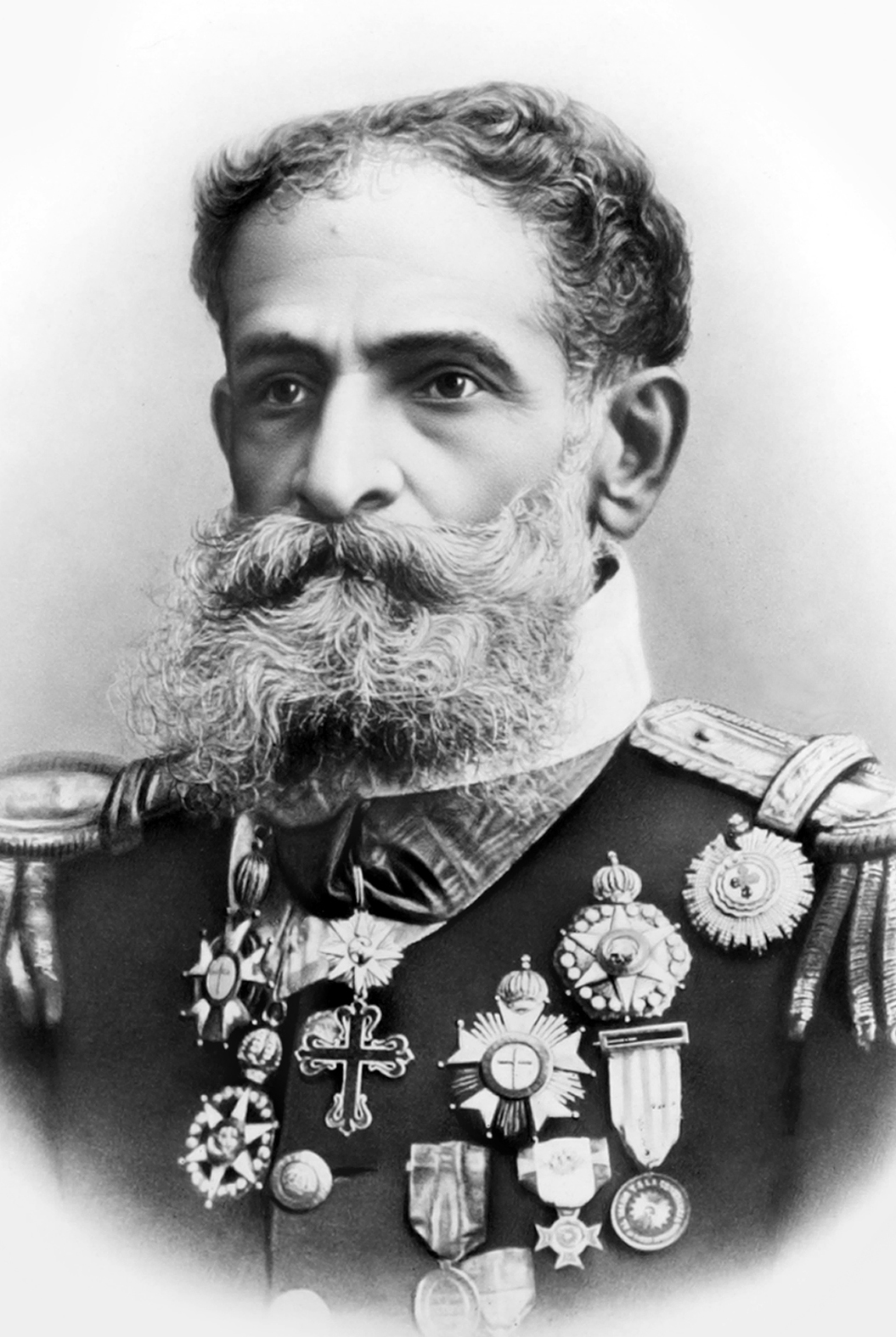
Deodoro da Fonseca, primul președinte al Braziliei
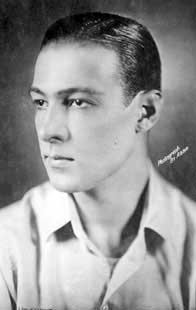
Rudolf Valentino, actor de origine italiană

- 1914: Prințul Friedrich Johann de Saxa-Meiningen (n. 1861)
- 1916: Serafín Avendaño, pictor spaniol (n. 1838)
- 1926: Rudolf Valentino, actor de origine italiană (n. 1895)
- 1927: Nicola Sacco, anarhist american de origine italiană (n. 1891)
- 1927: Bartolomeo Vanzetti, anarhist american de origine italiană (n. 1888)
- 1945: Stéphanie a Belgiei, prințesă moștenitoare a Austriei, Ungariei și Boemiei (n. 1864)
- 1947: Henri Deberly, scriitor francez, câștigător al Premiului Goncourt în 1926 (n. 1882)
- 1948: Marcelle Tinayre, scriitoare franzeză (n. 1870)
- 1982: Stanford Moore, biochimist american, laureat al Premiului Nobel (n. 1913)
- 1986: Celâl Bayar, politician turc, președintele Turciei în perioada 1950-1960 (n. 1883)
- 2004: Aurel Berinde, istoric și prozator român (n. 1927)
- 2020: Lori Nelson, actriță americană (n. 1933)
- 2021: Doru Stănculescu, interpret și compozitor român de muzică folk  (n. 1950)
- 2023: Evgheni Prigojin, oligarh rus (n. 1961)

## Sărbători

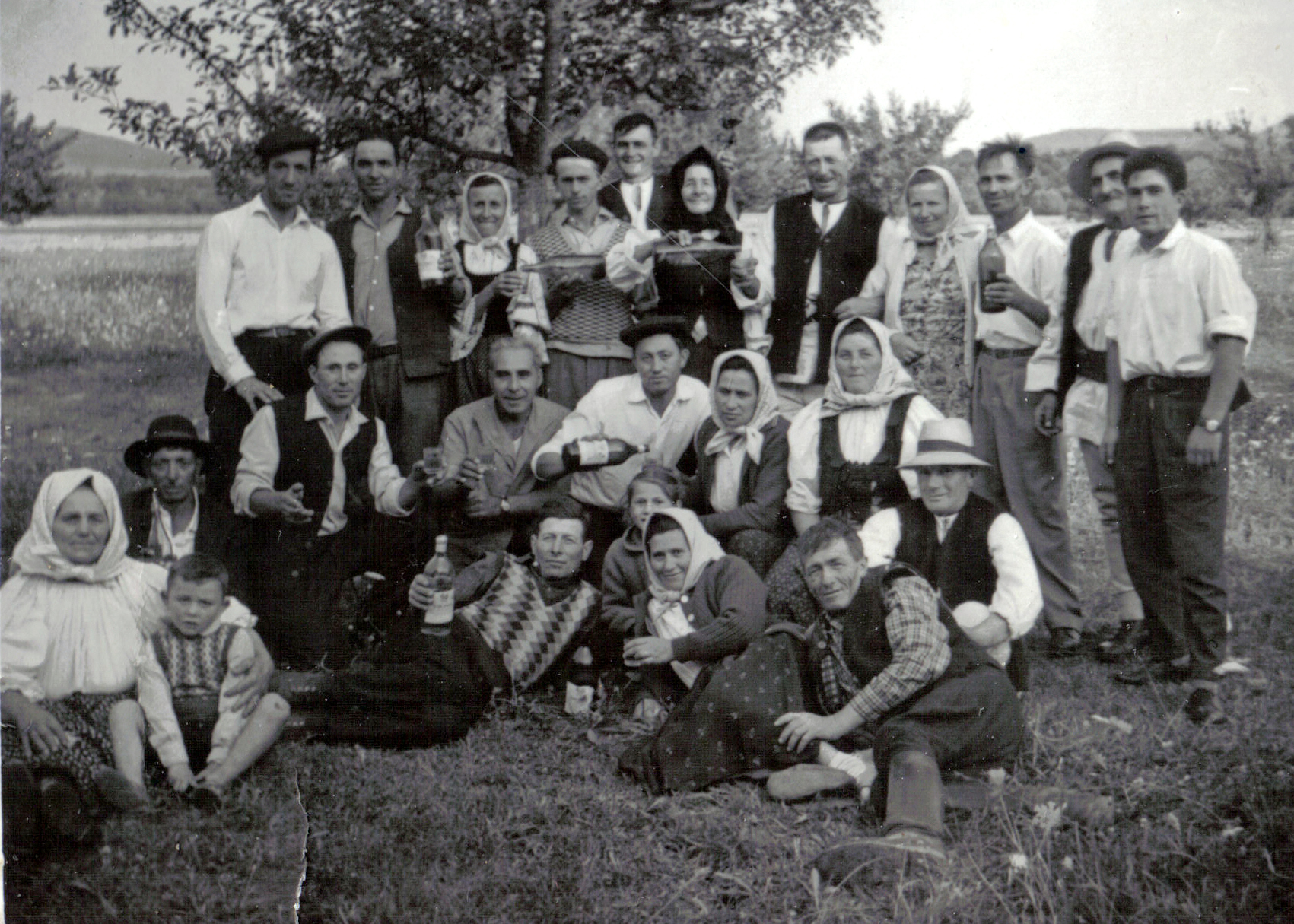
Sărbătoare câmpenească de ziua națională a României comuniste (23 august 1965, CAP Ungra)

- Ziua internațională a comemorării comerțului cu sclavi și a abolirii acestuia
- Bulgaria: ziua armatei populare bulgare (marchează începerea luptelor decisive în războiul ruso-turc din 1877–1878);
- România: sărbătoare națională între anii 1948–1989
- Armenia: sărbătoare națională